# جيريمياه أوليري
جيريمياه أوليري (بالإنجليزية: Jeremiah O'Leary)‏ هو صحفي أمريكي، ولد في 29 نوفمبر 1919، وتوفي في 19 ديسمبر 1993.